# Kukowyczi
Kukowyczi (ukr. Куковичі, pol. hist. Kukowicze) – wieś na Ukrainie, w obwodzie czernihowskim, w rejonie koriukowskim, w hromadzie Mena.

## Historia
15 marca 1633 r. Kukowicze zostały nadane przez Władysława IV Zygmuntowi Kazanowskiemu, podkomorzemu koronnemu, wraz z wsiami Makoszyn, Chołmy (Chełmy), Jeduty (Jaduty) i Turia.
Słownik geograficzny Królestwa Polskiego w opisie leżącej na Zadnieprzu Czernihowszczyzny wymienia Kukowicze, wyżej Maksaków nad Desną, należące do włości mieńskiej (miasto Miena i okolice). Według Słownika w okresie Rzeczypospolitej należała do Kazanowskich, od których nabyli ją Kisielowie.
W XIX w. Kukowicze znajdowały się w powiecie sośnickim guberni czernihowskiej Cesarstwa Rosyjskiego. Funkcjonowała tu parafia przy cerkwi Pokrowskiej.